# Zoroaster hirsutus
Zoroaster hirsutus är en sjöstjärneart som beskrevs av Ludwig 1905. Zoroaster hirsutus ingår i släktet Zoroaster och familjen Zoroasteridae. Inga underarter finns listade i Catalogue of Life.